# Norma Throwerová
Norma Claire Throwerová narozená jako Norma Austinová (* 5. února 1936 Adelaide) je bývalá australská překážka.
Na letních olympijských hrách v roce 1956 v australském Melbourne získala bronzovou medaili přes 80 metrů překážek za krajankou Shirley Strickland (zlatá) a německou Giselou Köhlerovou (stříbrná).
Na britských hrách Empire and Commonwealth Games z roku 1958 v Cardiffu opět vyhrála 80 m překážek, tentokrát před Carole Quintonovou (stříbro) a Gloriou Wigneyovou (bronzová).
Na australských šampionátech získala stříbrnou medaili v roce 1952, bronz v roce 1954 a zlaté medaile v letech 1956, 1958 a 1960.